# Ripatransone

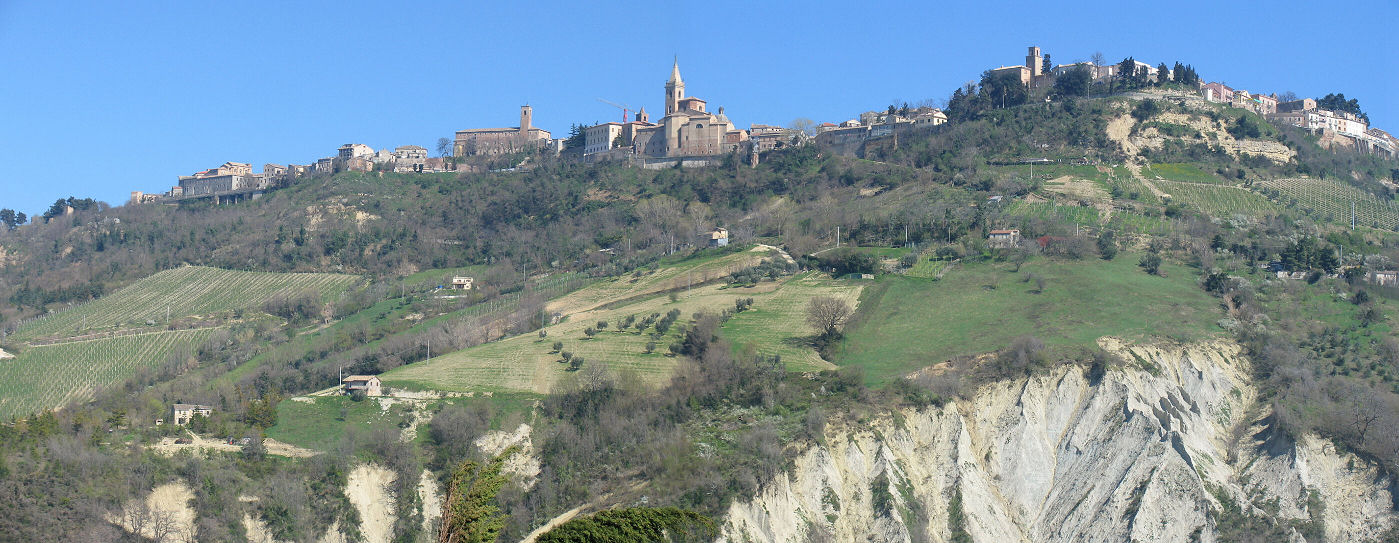
Cảnh ở Ripatransone

Ripatransone là một đô thị tại tỉnh Ascoli Piceno ở vùng Marche, cách khoảng 70 km về phía đông bắc của Ancona và khoảng 20 km về phía đông bắc của Ascoli Piceno. Đến thời điểm ngày 31 tháng 12 năm 2005, đô thị này có dân số là 4.362 người và diện tích là 74,2 km².
Đô thị Ripatransone bao gồm các frazioni (các đơn vị trực thuộc, chủ yếu là các thôn làng) Petrella, San Savino, Val Tesino, và Trivio.
Ripatransone giáp các đô thị: Acquaviva Picena, Carassai, Cossignano, Cupra Marittima, Grottammare, Massignano, Montefiore dell'Aso, Offida.